# Jean-Luc Choplin
Pour les articles homonymes, voir Choplin.
Jean-Luc Choplin (né le 12 décembre 1949) est un producteur de théâtre et directeur de théâtre français. Nommé directeur général du Théâtre du Châtelet en 2004, il dirige par la suite le Théâtre Marigny de février 2018 à juillet 2021. En janvier 2022, il est nommé président et directeur artistique des spectacles originaux du Lido 2 Paris à la suite de son rachat par le groupe Accor.

## Biographie
Jean-Luc Choplin est diplômé de sciences économiques de université Panthéon-Sorbonne et de l'École normale de musique de Paris de Paris (flûte traversière). En 1976, il prend la direction des Fêtes musicales de la Sainte Baume où il programme des artistes tels que John Cage, Trisha Brown, Steve Paxton, Yvonne Rainer, Simone Forti, David Gordon (en), Henri Pousseur, Robert Ashley, Takehisa Kosugi.
En 1980, il est nommé directeur général du Ballet Roland Petit. Il dirige, parallèlement, l'Office régional de la culture du Conseil régional de Provence-Alpes-Côte d'Azur. En 1984, il devient administrateur général de la danse à l'Opéra national de Paris alors que le Ballet est dirigé artistiquement par Rudolf Noureev. D'abord vice-président de Disneyland Paris en avril 1992, il part pour Los Angeles en 1995 en tant que vice-président créatif, pour imaginer des événements pour la célébration de l'an 2000.
De retour en France en 2001, il devient consultant artistique pour le groupe Galeries Lafayette avant d’être nommé en 2002 directeur du théâtre Sadler’s Wells à Londres. Il est nommé par Bertrand Delanoë, directeur général du Théâtre du Châtelet en janvier 2004. Il dirige ce Théâtre durant treize saisons. En janvier 2017, il devient président du comité de coordination artistique de la Seine musicale à Boulogne-Billancourt pour la création et l'ouverture de ce nouveau lieu du département des Hauts de Seine. En février 2018, Marc Ladreit de Lacharrière le nomme directeur général du Théâtre Marigny.
Il est nommé Président et Directeur artistique du Lido 2 Paris à la suite de son rachat par le groupe Accor en janvier 2022 où il met en scène des adaptations de classiques du théâtre musical ainsi que des spectacles originaux commandés spécialement pour le Lido 2 Paris.
Jean-Luc Choplin est également président du conseil d'administration de la Collection Lambert à Avignon, président du conseil d'administration du Centre national du costume et de la scène (CNCS) à Moulins, Président de l’Ensemble Matheus dirigé par Jean-Christophe Spinosi à Brest. Il est membre des conseils d’administration de la Maîtrise des Hauts-de-Seine dirigée par Gaël Darchen, du Musée Estrine à Saint-Rémy-de-Provence et du journal Les Inrockuptibles.

### Le Théâtre du Châtelet
En janvier 2004, le maire de Paris Bertrand Delanoë le nomme directeur général du Théâtre du Châtelet.
Il met en place une nouvelle ligne de programmation au Théâtre du Châtelet permettant d'attirer davantage de visiteurs. Cette dernière s'articule autour de trois axes fondamentaux :
- Décloisonner les arts[11] ;
- Faire une large place à la création contemporaine et aux jeunes artistes ;
- Améliorer la popularité du théâtre, avec le slogan « Le Châtelet, ça c'est Paris ».

Pour ses premières saisons, il propose dans une nouvelle mise en scène du Le Chanteur de Mexico, qui fut joué environ 900 fois lors de sa création en 1951 avec Luis Mariano. Le théâtre présente des comédies inspirées de Broadway : Candide et On The Town de Leonard Bernstein, My Fair Lady de Alan Jay Lerner et Frederick Loewe, La Mélodie du bonheur de Richard Rodgers et Oscar Hammerstein II et également des œuvres de Stephen Sondheim : A Little Night Music, Sweeney Todd, Sunday In The Park with George, Into The Woods et Passion.
De nombreuses œuvres originales d'opéras et d'oratorios sont commandées par Jean-Luc Choplin : Monkey, Journey to the West, un opéra pop de Damon Albarn, Bintou Wéré, l'opéra du Sahel en coproduction avec la Fondation du Prince Klaus, The Fly, adaptation opéra du film La Mouche de David Cronenberg en coproduction avec Los Angeles Opera, Le Verfügbar aux Enfers, opérette de Germaine Tillion écrite à Ravensbrück, Welcome to the Voice, opéra de Steve Nieve avec Sting dans le rôle principal, La pietra del paragone de Rossini avec le plasticien Pierrick Sorin, Les Fées de Wagner, Padmavati d’Albert Roussel avec le cinéaste indien Sanjay Bhansali, Les Vêpres de la Vierge de Monteverdi avec le plasticien Oleg Kulig, La Passion selon Saint-Jean de Bach avec Robert Wilson, etc.
Afin d'attirer un public plus familial au théatre, Jean-Luc Choplin met en place à partir de 2010 Concert tôt Concert tea, une série de concerts d'une heure le dimanche destiné au jeune public.
Il quitte la direction du théâtre en 2017.

### La Seine musicale
Jean-Luc Choplin est chargé en 2017 d’une mission de lancement de La Seine musicale. Il y présente les Étés de la danse avec Alvin Ailey American Dance Theater, le Requiem de Mozart avec Bartabas et Marc Minkowski, West Side Story et de nombreux concerts classiques et jazz.[réf. souhaitée]

### Le Théâtre Marigny
De février 2018 à juillet 2021, Jean-Luc Choplin est directeur général du Théâtre Marigny. Il ouvre son mandat avec la création scénique de Peau d'Âne d’après le film de Jacques Demy et Michel Legrand. Il y crée aussi des productions originales de Guys and Dolls, Funny Girl et Marry me a little.

### Le Lido 2 Paris
À la suite du rachat par le groupe Accor du Lido, Jean-Luc Choplin en est nommé président et directeur artistique. Il décide d’en faire le temple du théâtre musical international sur la plus belle avenue du Monde. Après une nouvelle production de Cabaret dirigée par Robert Carsen, il confie la nouvelle décoration de la salle à Alexis Mabille et Philippe Pumain. Le 1er décembre 2023, il rouvre le Lido 2 Paris avec une nouvelle production de A Funny Thing happened on the Way to the Forum de Stephen Sondheim.

### Vie privée
Il est marié depuis 1972 avec Élisabeth Choplin dont il a trois filles, Jessica, Ludmilla et Amadea.

## Distinctions
- Officier de l'ordre national du Mérite
- Chevalier de la Légion d'honneur
- Chevalier de l'ordre des Arts et des Lettres